# 水家湖站
水家湖站是淮南铁路、水蚌铁路、合蚌客运专线和商杭客运专线的交会站，位于中国安徽省合肥市长丰县水湖镇，目前为二等站，目前客运：办理旅客乘降；行李、包裹托运；货运：办理整车、零担货物发到；不办理整车爆炸品及整车一级氧化剂发到。

## 概要
水家湖站建于1935年，曾经是合肥、淮南北上的重要中转站，蚌埠至合肥间客货列车一度需在水家湖站折角运行，直至1983年在炉桥、水家湖站间新建张家岗线路所，并在该线路所与水家湖站间修建水蚌北联络线，摘机转向问题才得到解决，此后蚌埠至合肥间的列车经由北联线，蚌埠至淮南间的列车经由南联线。20世纪90年代中期，水家湖站停车数量仍然多过合肥，2000年起水家湖站的客运秩序急转直下，甚至导致列车拒绝停站，这也导致日后铁路提速后列车数量锐减的原因之一。2009年该站为合蚌客运专线而关闭拆除重建，2012年10月16日重新开通客运。现停靠列车22趟，以动车组列车为主。

## 车站结构

### 站房
水家湖站为小型旅客车站，站房建筑面积为3397㎡，长90.2m、宽25.5m、高13.3m，建筑朝向为南偏西60度。站房由中铁上海设计院集团有限公司设计。

### 站场
水家湖站设有京港场、高速场、普速场三场。
| 侧式站台 |                                                     |
| 1站台    | 商杭客运专线 往商丘方向（淮南南站）                 |
| 通过线   | 商杭客运专线 上行列车通过线                         |
| 通过线   | 商杭客运专线 下行列车通过线                         |
| 2站台    | 商杭客运专线 往杭州东方向（合肥北城站）             |
| 岛式站台 |                                                     |
| 3站台    | 合蚌客运专线 往蚌埠南方向（淮南东站）               |
| 通过线   | 合蚌客运专线 上行列车通过线                         |
| 通过线   | 合蚌客运专线 下行列车通过线                         |
| 4站台    | 合蚌客运专线 往合肥方向（合肥北城站）               |
| 侧式站台 |                                                     |
| 5站台    | 淮南铁路 往淮南方向（九龙岗站）                     |
|          | 淮南铁路 上行列车通过线                             |
| 岛式站台 |                                                     |
|          | 阜淮铁路、水蚌铁路 下行列车通过线（戴集站、炉桥站） |
| 侧线     | 水蚌铁路 上行列车往蚌埠方向（炉桥站）               |
| 侧线     |                                                     |
| 侧线     |                                                     |